# 池志强
池志强（1924年11月16日—2020年1月7日），男，浙江黄岩人，中国药理学家，中国科学院上海药物研究所研究员，中国工程院院士，中国共产党党员员。

## 生平
1949年毕业于浙江大学药学系，1959年获苏联列宁格勒儿科医学院副博士学位。1997年当选为中国工程院院士。
2020年1月7日1时43分，因病医治无效，在上海华东医院逝世，享年95岁。